# Eurazjatyzm

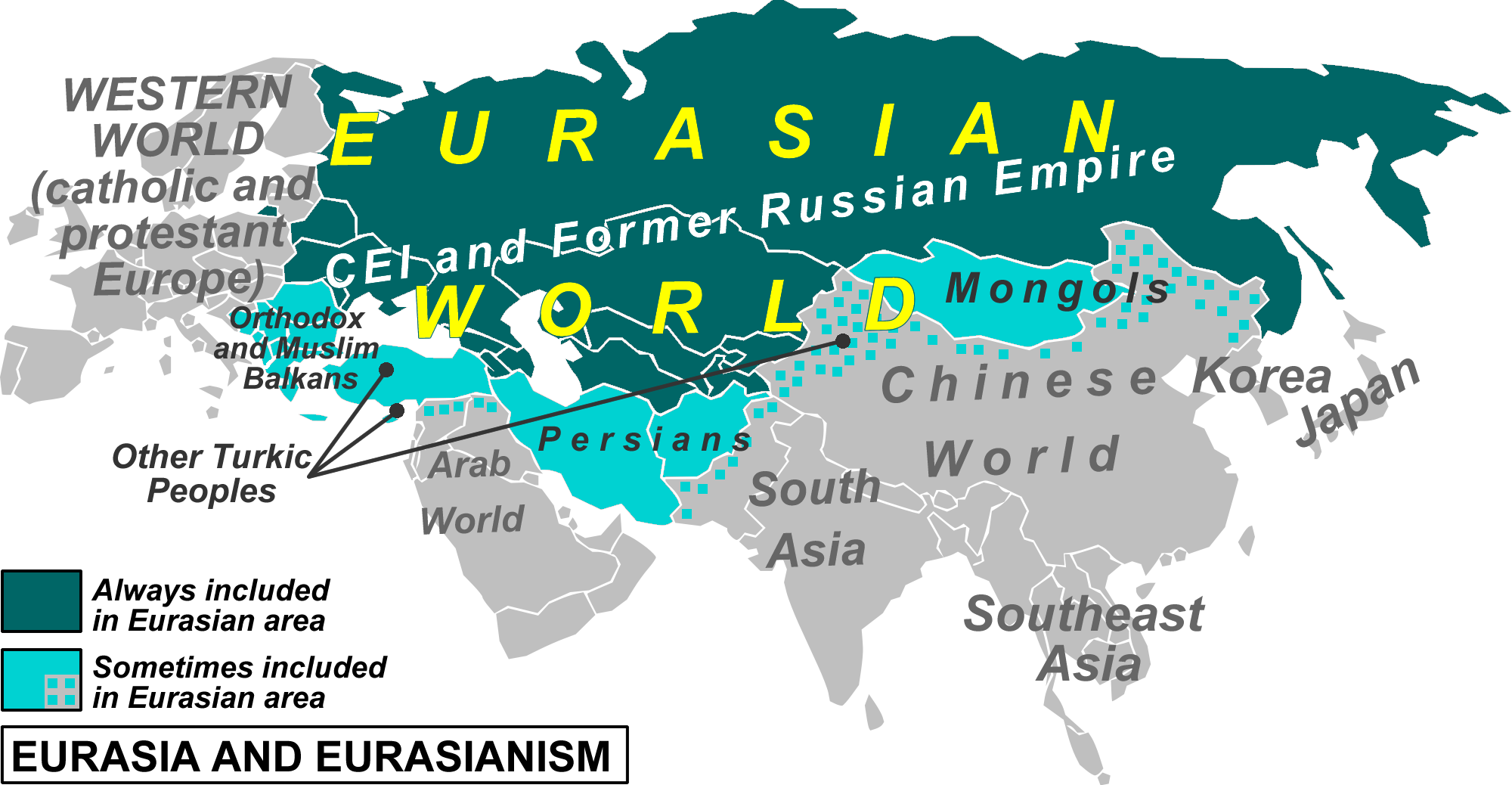
Eurazja

Eurazjatyzm (ros. евразийство, jewrazijstwo) – ruch polityczny powstały na początku XX wieku w środowisku rosyjskiej „białej emigracji“. Współcześnie do takich poglądów nawiązuje Aleksandr Dugin.

## Eurazjatyzm w latach 20. XX wieku
Termin „eurazjatyzm“ został stworzony w 1915 roku przez geografa rosyjskiego Wieniamina Siemionowa-Tien-Szańskiego, używającego w swoich publikacjach terminu „Eurazja rosyjska” (Russkaja Jewrazja). Jako doktryna polityczna pierwotnie został stworzony na początku lat 20. XX wieku w środowisku „białej emigracji”. Ruch zakładał, że cywilizacja rosyjska nie stanowi części europejskiej cywilizacji zachodniej (nieco zapożyczeń ze słowianofilskich idei Konstantina Leontjewa), a bolszewicka rewolucja październikowa była konieczną reakcją na szybką modernizację rosyjskiego społeczeństwa. Eurazjaci wierzyli, że reżim sowiecki jest zdolny do porzucenia maski proletariackiego internacjonalizmu i wojującego ateizmu (któremu euroazjaci byli od początku całkowicie przeciwni), i przekształcenia się w nowy, nacjonalistyczny nieeuropejski prawosławny rząd.
Eurazjaci krytykowali antybolszewicką działalność organizacji, takich jak Rosyjski Związek Ogólnowojskowy – twierdzili oni, że energię społeczności emigracyjnej lepiej skoncentrować na wspieraniu wspomnianych przemian, co do których mieli nadzieję, że nastąpią. Z kolei ich przeciwnicy na emigracji twierdzili, że euroazjaci wzywający do kompromisu, a nawet wsparcia reżimu bolszewickiego, usprawiedliwiając jego bezwzględną politykę (jak prześladowanie Rosyjskiego Kościoła Prawosławnego) jako „przejściowe problemy“ nieuchronne w procesie rewolucyjnym.
Kluczowymi postaciami eurazjatyzmu byli Nikołaj Trubieckoj, Piotr Sawicki, Piotr Suwczynski, Dmitrij Swiatopołk-Mirski, Konstantin Czcheidze i Siergiej Efron. Z eurazjatyzmem sympatyzowali Gieorgij Wiernadski i Roman Jakobson. Filozof Gieorgij Fłorowski początkowo wspierał eurazjatów, ale później wycofał się twierdząc, że „zadają właściwe pytania”, ale „stawiają złe odpowiedzi”. Znaczące wpływy doktryny eurazjatów można znaleźć w pracy Nikołaja Bierdiajewa pt. Źródła i sens komunizmu rosyjskiego.
Kilka organizacji podobnych w duchu do eurazjatów wyrosło w społeczności emigracyjnej mniej więcej w tym samym czasie, jak np. monarchistyczni Młodorosjanie.
W dzisiejszych czasach najbardziej znaną organizacją, która czerpie ideały z ruchu, jest Narodowa Partia Bolszewicka Eduarda Limonowa. Najbardziej znanym ideologiem współczesnego eurazjatyzmu jest rosyjski filozof Aleksandr Dugin.